# Locus coeruleus
Locus coeruleus (\ -si-ˈrü-lē-əs \, numit și locus caeruleus sau locus ceruleus) este un nucleu al punții trunchiului cerebral implicat în răspunsurile fiziologice la stres și panică. Este parte a sistemului reticulat ascendent activator. 
Locus coeruleus este locul principal de sinteză al noradrenalinei (i.e. norepinefrina). Locus coeruleus, alături de părțile din organism afectate de noradrenalină produsă de acesta, sunt numite colectiv sistemul locus coeruleus-noradrenergic (sau sistemul LC-NA). Noradrenalina mai poate fi eliberată în sânge și de zona medulară a glandelor suprarenale. 

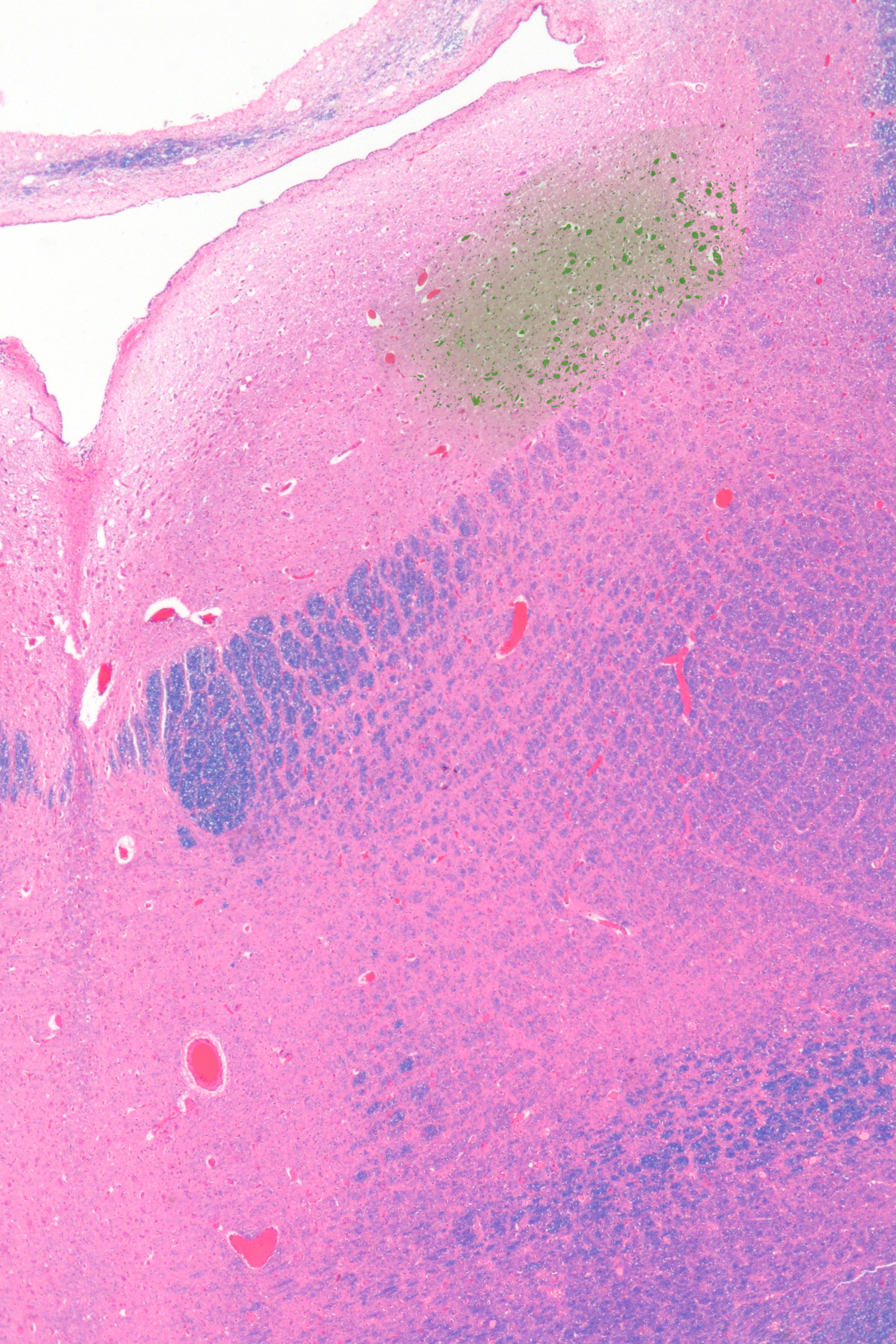
Locus coeruleus este marcat în verde, într-o secțiune axială a punții. Al patrulea ventricul este reprezentat de forma triunghiulară formată de culoarea albă în partea superioară a imaginii. Șanțul bazilar al punții se vede în partea stângă. Zona albă din colțul de sus-stânga reprezintă locul cerebelului.

## Anatomie
Locusul coeruleus (LC) este localizat posterior pe puntea medulară rostrală, în podeaua (laterală) al ventriculului al patrulea. Este compus în cea mai mare parte din neuroni de mărime medie. Granulele de melanină din interiorul neuronilor din LC îi conferă culoarea albastră. Astfel, această zonă se mai numește și nucleus pigmentosus pontis (nucleul pigmentat al punții). Neuromelanina se formează prin polimerizarea noradrenalinei și este analoagă neuromelaninei negre, bazată pe dopamină, existentă în substanța neagră a nucleilor bazali.
La adulți (19-78 de ani), locus coeruleus are între 22.000 și 51.000 de neuroni pigmentați total ce variază între 31.000 și 60.000 μm3 în dimensiuni.

## Conexiuni
Proiecțiile acestui nucleu sunt vaste. Spre exemplu, inervează măduva spinării, trunchiul cerebral, cerebelul, hipotalamusul, nucleii de releu ai talamusului, corpul amigdalian, partea inferioară a telencefalului și cortexul. Noradrenalina din locus coeruleus are un efect excitator asupra creierului, pregătind neuronii creierului pentru a fi activați de stimuli.
În calitate de important centru de control homeostatic al organismului, locus coeruleus primește fibre nervoase aferente de la hipotalamus. Girusul cingular și corpul amigdalian inervează și ei LC, permițând ca durerea emoțională și factorii de stres să declanșeze raspunsuri noradrenergice. Cerebelul, precum și fibre nervoase aferente din nucleii rafeului se proiectează, de asemenea, pe LC, în special nucleul rafeului pontin (nucleus raphes pontis) și nucleul rafeului dorsal.

### Fibre aferente (intrări)
Locus coeruleus primește aporturi de la o serie de alte regiuni ale creierului, în principal: 
- Zona medială a cortexului prefrontal, a cărei conexiuni sunt constante, excitatorii, și cresc in putere odată cu creșterea activității subiectului
- Nucleus paragigantocellularis, care integrează stimuli autonomi și de mediu
- Nucleul prepositus al hipoglosului, care este implicat în percepția vizuală
- Hipotalamusul lateral, care eliberează orexină, care, alături de celelalte funcții ale sale, excită locus coeruleus.

### Fibre eferente (ieșiri)
Proiecțiile din locus coeruleus sunt alcătuite din neuroni care utilizează noradrenalina ca neurotransmițător principal. Aceste proiecții includ următoarele structuri:
- LC → Corpul amigdalian și hipocampusul
- LC → Truchiul cerebral și măduva spinării
- LC → Cerebel
- LC → Cortexul cerebral
- LC → Hipotalamus
- LC → Tectum (partea dorsală a mezencefalului)
- LC → Talamus
- LC → Aria tegmentală ventrală

## Funcție
Îndeplinește multe funcții prin proiecțiile sale răspândite. Sistemul LC-NA modulează circuitele corticale, subcorticale, cerebeloase, ale trunchiului cerebral și ale măduvei spinării. Unele dintre cele mai importante funcții influențate de acest sistem sunt:
- Starea de veghe și ritmul circadian (i.e. ciclul veghe-somn)
- Atenția și memoria
- Flexibilitatea comportamentală, inhibiția comportamentală și stresul (psihologic)
- Controlul cognitiv
- Emoțiile
- Neuroplasticitatea
- Postura și echilibrul

Locus coeruleus este parte a sistemului activator reticular, și este aproape complet inactivat în timpul somnului REM.

## Fiziopatologie
Locus coeruleus poate fi implicat în depresia clinică, atacurile de panică, boala Parkinson, boala Alzheimer și în anxietate. Medicația, incluzând inhibitori ai recaptării noradrenalinei (reboxetina, atomoxetina), inhibitori ai recaptării serotonin-noradrenalinei (venlafaxina, duloxetina) și inhibitori ai recaptării dopamin-noradrenalinei (bupropiona), se crede că este eficientă prin acțiunea asupra neuronilor din această zona (LC).
Cercetările continuă să arate că noradrenalina este un regulator critic pentru numeroase activități ale răspunsului la stres, de la formarea memoriei, la atenție și gradul de trezie. Multe tulburări neuropsihiatrice rezultă din alterări ale modulării neurocircuitului noradrenalinei: tulburările emoționale, tulburările de anxietate, sindromul de stres posttraumatic, deficitul de atenție și hiperactivitatea (ADHD) și boala Alzheimer. Alterările din locus coeruleus însoțesc dereglările funcționale ale noradrenalinei, fiind posibil să joace un rol important în fiziopatologia acestor tublurări neuropsihiatrice.

### În stres
Locus coeruleus este responsabil pentru medierea a multe dintre efectele simpatice din timpul stresului. LC este activat de stres, răspunzând printr-o secreție mărită de noradrenalină, ce în schimb va altera funcția cognitivă (prin cortexul prefrontal), va crește motivația (prin nucleul accumbens), va activa axa hipotalamo-pituitaro-adrenală, și va crește rata descărilor simpatice/inhiba parasimpaticul în trunchiul cerebral. În cazul axei hipotalamo-pituitaro-adrenale, noradrenalina stimulează secreția factorului de eliberare al corticotropinei din hipotalamus, ce, la rândul său, induce eliberarea hormonului adrenocorticotrop din glanda pituitară anterioară ce stimulează sinteza de cortizol în glandele suprarenale.
Rolul LC în funcția cognitivă în raport cu stresul este complex și multimodal. Noradrenalina eliberată din LC poate acționa asupra receptorilor α2 pentru a crește memoria de lucru, dar un exces de noradrenalină poate scădea memoria de lucru prin legarea la receptorii α1 de afinitate inferioară.
Cercetările psihiatrice au documentat faptul că sporirea responsivității postsinaptice noradrenergice în căile neuronale ce își au originea în locus coeruleus și sfârșitul în nucleul bazolateral al corpului amigdalian, reprezintă un factor major în fiziopatologia circuitului stres-frică și, în special, în tulburările de stres posttraumatic. Neuronii locusului coeruleus reprezintă prima sau a doua haltă a circuitului de stres posttraumatic. Un studiu din 2005 făcut pe cadavrele unor veterani din cel de-al doilea război mondial a arătat că sindromul de stres posttraumatic rezultat din acțiunile de luptă este asociat cu un număr mai mic de neuroni în locus coeruleus, pe partea dreaptă a creierului.

### În sevrajul de opiacee
Opioidele inhibă declanșarea neuronilor din locus coeruleus. Când consumul de opioide încetează, activitatea crescută din locus coeruleus contribuie la simptomele aferente sevrajului de opioid. Agonistul adrenoceptorului alpha2, clonidina, este folosită pentru a contra efectele sevrajului prin descreșterea neurotransmiterii adrenergice de la nivelul locusului coeruleus.

### Sindromul Rett
Defectul genetic al regulatorului transcripțional MECP2 este responsabil pentru sindromul Rett. O deficiență de MECP2 a fost asociată disfuncțiilor catecolaminergice legate de sistemul autonom și simpatoadrenergic la șoarecii cu sindromului Rett (RTT). Locus coeruleus este principala sursă de inervație noradrenergică în creier și trimite conexiuni către zonele rostrale (cortex cerebral, hipocamp, hipotalamus) și caudale (cerebel, nuclee ale trunchiului cerebral). Într-adevăr, o alterare a acestei structuri ar putea contribui la mai multe simptome observate la șoarecii cu deficit de MECP2. S-au arătat schimbări în proprietățile electrofiziologice ale celulelor din locus coeruleus . Aceste schimbări ale celulelor din locus coeruleus includ hiperexcitabilitate și scăderea funcționării inervațiilor noradrenergice. O reducere a nivelului mRNA de tirozină hidroxilază (TH), enzima care limitează rata de sinteză a catecolaminei, a fost detectată la nivelul întregii punți a masculului cu deficit de MECP2, precum și la șoarecii de sex feminin adulți heterozigoti. Folosind tehnici de imunocuantificare, o scădere a nivelului de colorare a proteinei TH, a numărului de neuroni din locus coeruleus care exprimă TH și a densității arborizării dendritice care înconjoară structura LC, au fost arătate la șoarecii cu deficit de MECP2 simptomatic. Cu toate acestea, celulele din locus coeruleus nu mor, ci mai degrabă își pierd fenotipul pe deplin matur, deoarece nu au fost detectați neuroni apoptotici în punte. Cercetătorii au concluzionat că, „Deoarece acești neuroni sunt o sursă crucială de noradrenalină pentru truchiul cerebral și prozencefal, și sunt implicați în reglarea a diverselor funcții perturbate în sindromul Rett, precum respirația sau cogniția, presupunem că locus coeruleus este loc critic unde pierderea de MECP2 rezultă în disfuncții ale SNC. Restaurarea funcțiunii normale a locusului coeruleus poate avea valoare terapeutică în tratementul sindromului Rett. Acest lucru ar putea explica de ce un inhibitor al recaptării noradrenalinei (desipramina), care îmbunătățește nivelurile noradrenalinei extracelulare la toate sinapsele noradrenergice, ameliorează unele simptome ale sindromului Rett la șoarecii de laborator.

### Boli neurodegenerative
Locus ceruleus este afectat în multe forme de boli neurodegenerative: boala Parkinson - genetică și idiopatică, paralizia supranucleară progresivă, boala Pick sau boala Alzheimer. Este afectat și în sindromul Down. De exemplu, există o pierdere de până la 80% din neuronii locus coeruleus în boala Alzheimer. Șoarecii de laborator cu Alzheimer arată o progresie accelerată a bolii după distrugerea chimică a locusului coeruleus. Noradrenalina din celulele din locus coeruleus, pe lângă rolul ei de neurotransmițător difuzează local din „varicozități”. Ca atare, furnizează un agent antiinflamator endogen în microambientul din jurul neuronilor, celulelor gliale și vaselor de sânge din neocortex și hipocamp. S-a demonstrat că noradrenalina stimulează microglia șoarecilor să suprime producția de citokine indusă de beta-amiloidă și promovează fagocitoza beta-amiloidei. Aceasta sugerează că degenerarea locusului coeruleus poate fi responsabilă de creșterea depozitelor de beta-amiloidă în creierele cu Alzheimer. Degenerarea neuronilor pigmentati din aceasta regiune în bolile Alzheimer si Parkinson poate fi vizualizată in vivo prin RMN-ul neuromelaninei.

## Istorie
A fost descoperit în 1784 de Félix Vicq-d'Azyr, redescris în 1809 de Johann Christian Reil și numit ca atare de către frații Joseph și Karl Wenzel în 1812. Activitatea ridicată a monoaminoxidazei în locus coeruleus la rozătoare a fost descoperită în 1959, monoaminele au fost descoperite în 1964 și proiecțiile noradrenergice omniprezente ale locusului coeruleus în anii '70.

### Etimologie

#### Coeruleus sau caeruleus
Expresia latină "locus coeruleus" constă din substantivul, "locus", care se traduce prin "loc sau arie" și adjectivul coeruleus, care se traduce prin "albastru închis" sau "cer-albăstriu". Denumirea aceasta i-a fost dată datorită aspectului său azuriu sub microscop în țesutul cerebral necolorat. Culoarea se datorează dispersiei luminii de către neuromelanina din neuronii noradrenergici.
Ortografia "coeruleus" este de fapt considerată incorectă, dicționarele de latină clasică preferând denumirea "caeruleus". "Caeruleus" este derivat din "caelum" (însemnând "cer" sau "boltă cerească"), , prin urmare, ortografia cu -ae este cea corectă.

## Vezi si
- Formațiunea reticulată